# ناحیه همرفتی

ساختار خورشید:
۱. هسته
۲. ناحیه تابشی
۳. ناحیه همرفتی
۴. شیدسپهر
۵. فام‌سپهر
۶. تاج
۷. لکه‌های خورشیدی
۸. جودانه‌ها
۹. زبانه‌ها

ناحیه همرفتی بالاترین لایه داخلی خورشید است که از ناحیه تابشی تا سطح خورشید ادامه می‌یابد. این ناحیه، از سلول‌های جوشان همرفتی تشکیل شده‌است که حدود ۶۶ درصد از حجم خورشید و تنها اندکی بیشتر از ۲ درصد جرم آن را شامل می‌شود. در بالای این ناحیه چگالی نزدیک به صفر است و درجه حرارت تا ۵٫۸۰۰ درجه کلوین می‌رسد. جوشش سلول‌های همرفتی به خاطر گسیل شدن فوتون‌ها از ناحیه تابشی و گرم شدن مواد است. ستاره‌شناسان دو نوع اصلی از سلول‌های همرفتی را رصد کرده‌اند:
1. جودانه‌ها
2. ابرجودانه‌ها

سلول‌های جودانه‌ای تا حدود ۱٫۰۰۰ کیلومتر پهنا دارند در حالی که سلول‌های ابرجودانه‌ای تا ضخامت ۳۰٫۰۰۰ کیلومتر می‌رسند.